# Kouaoua
Kouaoua – miasto na Nowej Kaledonii (terytorium zależne Francji). Według danych szacunkowych na rok 2010 liczy 1 648 mieszkańców.